# Aloidendron
Aloidendron es un género de plantas suculentas pertenecientes a la subfamilia Asphodeloideae. Las plantas que actualmente son parte de este género fueron sacadas del mucho más grande género Aloe en 2013.

## Taxonomía
Estudios filogenéticos indicaron que varias especies que eran tradicionalmente clasificadas como miembros del género Aloe eran genéticamente distintas, y fueron comprendidas en un clado separado. En 2013, las especies fueron consiguientemente puestas en un género separado, Aloidendron, una decisión que estuvo confirmada por Manning et al. en 2014.

### Especies
En octubre del 2017, la World Checklist of Selected Plant Families acepta las especies siguientes:
| Imagen | Nombre científico                                                   | Distribución |
| ------ | ------------------------------------------------------------------- | --- |
|        | Aloidendron barberae (Dyer) Klopper & Gideon F.sm.                  | Cabo Oriental a través de los antiguos Transkei, KwaZulu-Natal, Suazilandia y Mpumalanga; y hacia el norte, en Mozambique y África Oriental. |
|        | Aloidendron dichotomum (Masson) Klopper & Gideon F.sm.              | Norte de Keetmanshoop, en Namibia y Cabo Norte de Sudáfrica, en Gannabos.                                                                    |
|        | Aloidendron eminens (Reynolds & P.R.O.Bally) Klopper & Gideon F.sm. | La zona norte alrededor de Erigavo, Somalia.                                                                                                 |
|        | Aloidendron pillansii (L.Guthrie) Klopper & Gideon F.sm.            | Namibia y Sudáfrica. |
|        | Aloidendron ramosissimum (Pillans) Klopper & Gideon F.sm.           | Entre Sudáfrica y Namibia. |
|        | Aloidendron sabaeum (Schweinf.) Boatwr. & J.C.Manning               | Arabia Saudí y Yemen. |
|        | Aloidendron tongaense (Furgoneta Jaarsv.) Klopper & Gideon F.sm.    | KwaZulu-Natal, en la frontera entre Mozambique y Sudáfrica.                                                                                  |